# Sompiojärvi
Sompiojärvi är en del av Lokka bassäng i Finland.   Den ligger i landskapet Lappland, i den norra delen av landet, 900 km norr om huvudstaden Helsingfors. Sompiojärvi ligger 260 meter över havet.
Innan Lokka bassäng dämdes i slutet av 1960-talet var Sompiojärvi den enda större sjön i området och fisket hade stor betydelse för befolkningen.